# Puya grantii
Puya grantii är en gräsväxtart som beskrevs av Lyman Bradford Smith. Puya grantii ingår i släktet Puya och familjen Bromeliaceae. Inga underarter finns listade i Catalogue of Life.